# Прапретно (Радече)
Прапретно (словен. Prapretno) је насељено место у словеначкој општини Радече у покрајини Долењска која припада Посавској регији. До јануара 2014. је припадало Савињској регији.
Налази се на надморској висини 201,1 м, површине од 0,37 км². Приликом пописа становништва 2011. године насеље је имало 77 становника. 